# Kim Young-chul
Kim Young-chul (kor. 김영철; ur. 30 czerwca 1976) –
koreański piłkarz występujący na pozycji
obrońcy, reprezentant Korei i zawodnik klubu K-League Seongnam Ilhwa Chunma, w którym gra od 2005 roku.